# Pont Neuf (Hermance)

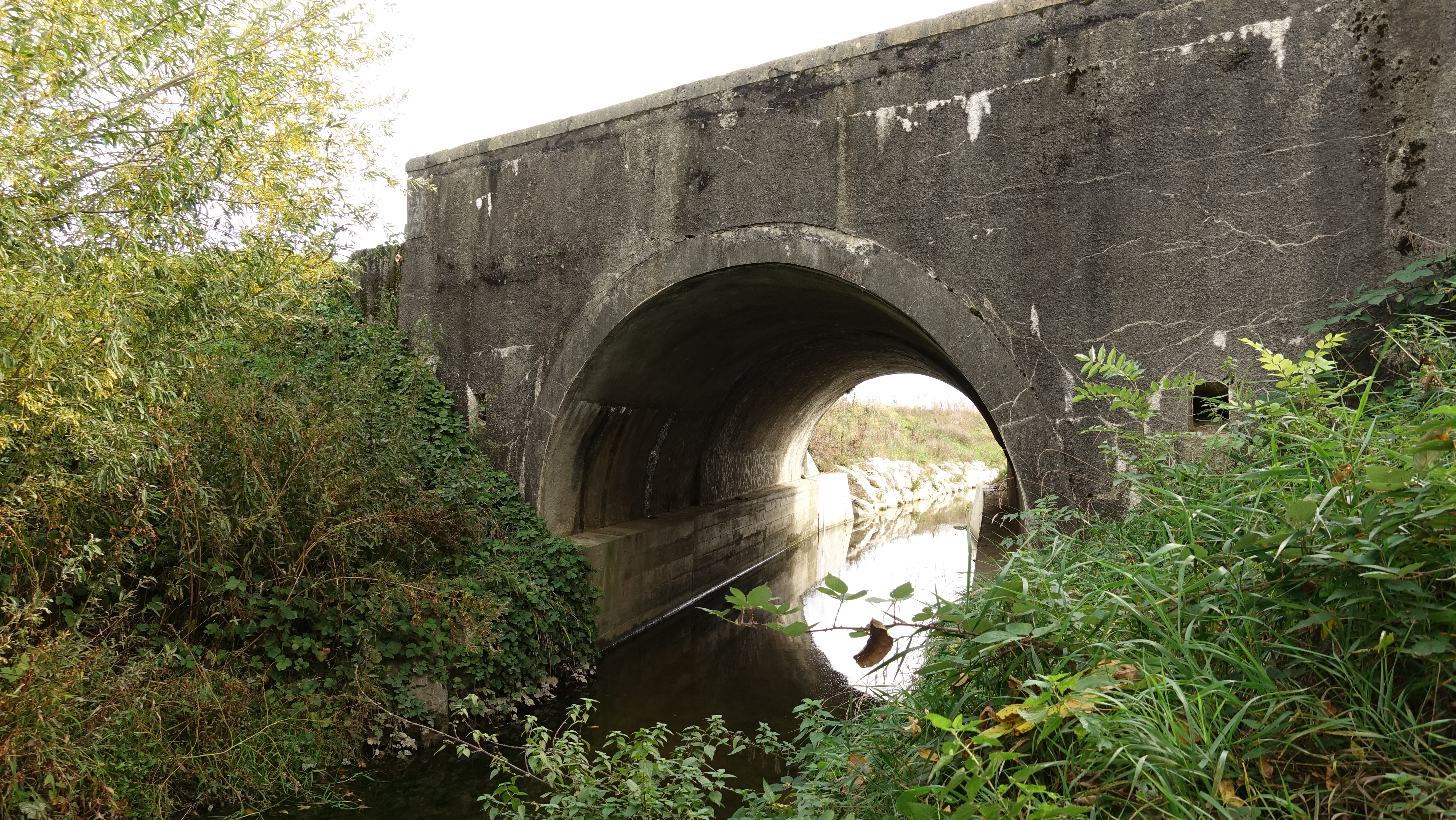
Pont Neuf

Der Pont Neuf (deutsch «Neue Brücke»; französisch Pont Neuf sur l’Hermance) ist eine Strassenbrücke über den Fluss Hermance an der Landesgrenze der Schweiz mit Frankreich.

## Beschreibung
Über die Bogenbrücke führt die seit dem Ancien Regime bestehende internationale Strasse zwischen Genf und Thonon, die in der Schweiz die Hauptstrasse 105 und im französischen Abschnitt einen Teil der Departementsstrasse 1005 bildet. Auf der linken Seite der Hermance liegt das Gebiet der Genfer Gemeinde Anières und rechts die Gemeinde Veigy-Foncenex im französischen Departement Haute-Savoie.
Neben der Fahrbahn führt auch ein Fussweg über die Brücke. Der Bachdurchlass besteht aus einem Betonbogen; die Brüstungen aus Hausteinen stammen wohl von der früheren Steinbrücke. In der Mitte der südlichen Brüstung ist der Grenzstein Nr. 214 von 1816 eingemauert. Auf der Schweizer Seite sind in der Strasse Vorrichtungen für den Bau eines Panzerhindernisses eingelassen.

## Bilder

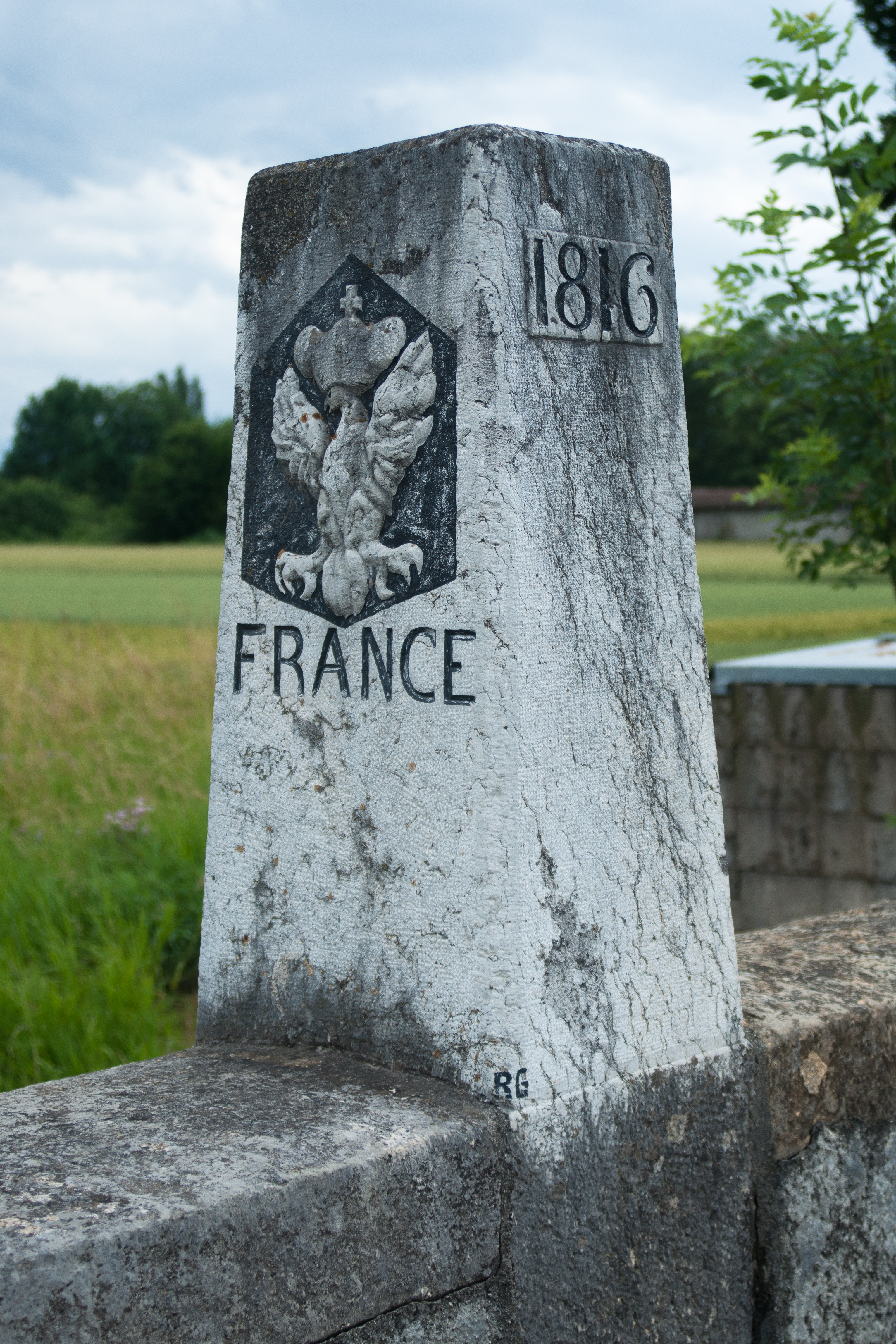
Grenzstein von der französischen Seite mit dem Wappen des Königreichs Sardinien
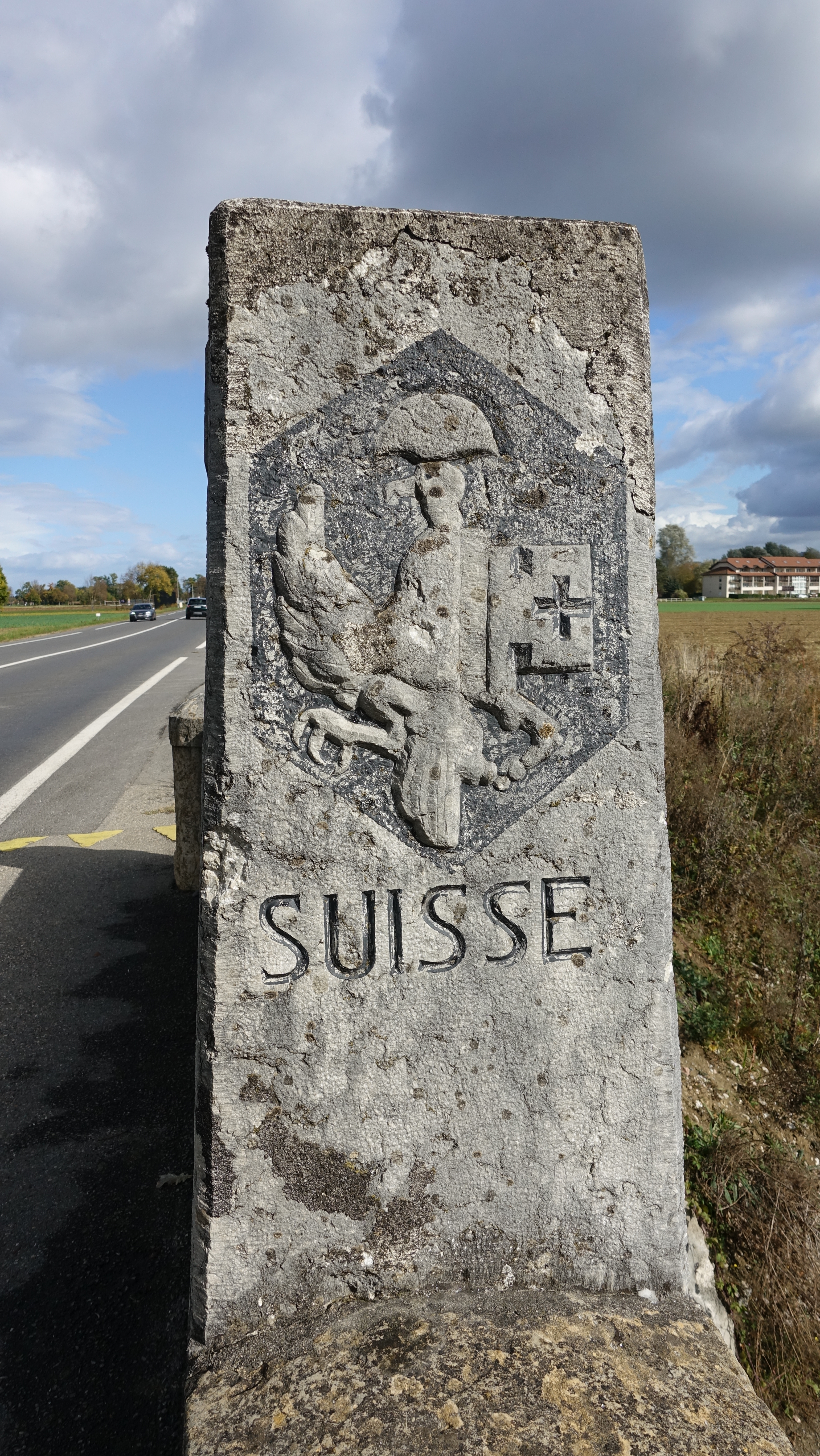
Grenzstein von der Schweizer Seite mit dem Genfer Wappen
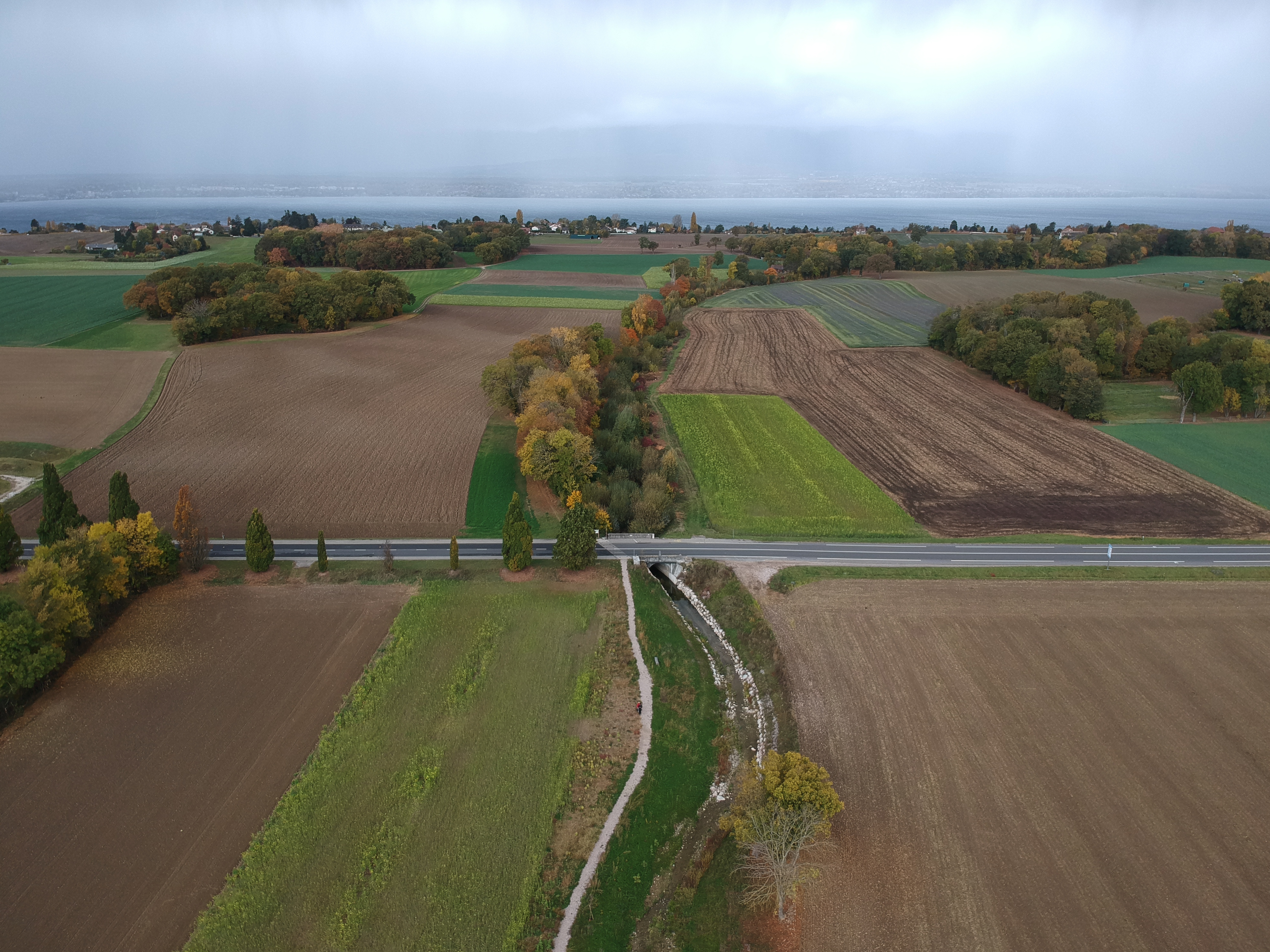
Flugaufnahme